# Perthida aelurodes
Perthida aelurodes är en fjärilsart som beskrevs av Edward Meyrick 1893. Perthida aelurodes ingår i släktet Perthida och familjen bladskärarmalar. Inga underarter finns listade i Catalogue of Life.